# Augustin S. Deac
Augustin S. Deac (n. 25 septembrie 1883, Săcălaia, Județul Someș, Regatul Ungariei  – d. 9 decembrie 1975, Cîțcău, Republica Socialistă România) a fost un deputat în Marea Adunare Națională de la Alba Iulia, organismul legislativ reprezentativ al „tuturor românilor din Transilvania, Banat și Țara Ungurească”, cel care a adoptat hotărârea privind Unirea Transilvaniei cu România, la 1 decembrie 1918 ..

## Biografie
S-a născut la 25 septembrie 1883 în satul Săcălaia, comuna Fizeșul Gherlei, Județul Someș (azi jud.Cluj), într-o familie de țărani. A urmat școala primară în Gherla (1895-1899), apoi școala de ucenici tipografi din Gherla timp de trei ani și jumătate (1899-1903). După absolvirea a lucrat ca tipograf (1903-1917), apoi catipograf-librar (1918-1950)..

## Activitatea politică
A fost membru în asciații profesionale și de ajutor reciproc și a făcut parte din comitetul de conducere a acestora. A fost secretar al celui de-al IV-lea Congres al Comitetului Central Român al Partidului Social-Democrat din Ungaria (9-10 ianuarie 1909, Arad). A luptat pentru egalitatea între oameni și popoare și pentru revendicări ale muncitorilor tipografi răspândind ideile unirii în rândurile muncitorilor de toate profesiile. Prin apeluri și manifeste a popularizat mișcarea românească pentru unitate națională activând și în cadrul "Astrei"..
Ca deputat în Adunarea Națională din 1 decembrie 1918, Augustin S. Deac a fost delegat al Reuniunii Meseriașilor Români din Gherla. După 1918, Augustin S. Deac a fost membru în Comitetul orășenesc, în conducerea "Reuniunii Meseriașilor Români" din Gherla, membru al Partidului Socialist din Transilvania și apoi al Partidului Social-Democrat. A răspândit foi volante cu Hotărârea și Rezoluția Marii Adunări Naționale de la Alba-Iulia și a popularizat reforma agrară din 1921. Augustin S. Deac, ca recunoaștere a activității sale, a fost decorat cu "Medalia jubiliară a unui jumătate de veac de la 1 decembrie 1918"..

## Lectură suplimetară
- Ioan I. Șerban, Nicolae Josan (coord.), Dicționarul personalităților Unirii. Trimișii românilor transilvăneni la Marea Adunare Națională de la Alba Iulia, Alba Iulia, Editura Altip, 2003.
- Florea Marin, Medicii și Marea Unire, Editura Tipomur, Târgu Mureș, 1993
- Silviu Borș, Alexiu Tatu, Bogdan Andriescu, (coord.), Participanți din localități sibiene la Marea Adunare Națională de la Alba Iulia din 1 decembrie 1918, Editura Armanis, Sibiu, 2015